# Polove, Kalanceak
Polove (în ucraineană Польове) este un sat în comuna Cervonîi Ceaban din raionul Kalanceak, regiunea Herson, Ucraina.

## Demografie
Componența lingvistică a localității Polove
     Ucraineană (95,16%)
     Rusă (4,84%)
Conform recensământului din 2001, majoritatea populației localității Polove era vorbitoare de ucraineană (95,16%), existând în minoritate și vorbitori de rusă (4,84%).